# Literatura da Argentina
A Literatura da Argentina, o conjunto de obras literárias produzidas por escritores da República Argentina, é uma das mais prolíficas, relevantes e influentes da América Latina, com escritores de renome como Jorge Luis Borges, Julio Cortázar, Leopoldo Lugones e Ernesto Sabato.

## História

### Inícios
O primeiro relato que merece, para muitos críticos, o nome de relato  "fundador" da literatura argentina foi escrito antes de  meados do século XIX, por  Esteban Echeverría (1805-1851), escritor e político liberal, de tendência romântica. O conto "O matadouro", que descreve uma cena brutal de  tortura e assassinato nos matadouros de gado de Buenos Aires, é de  um estilo realista infrequente na época. Echeverría escreveu também o poema "A cativa", de ambiente rural, mas de estilo culto e com complexas resoluções metafóricas e sintáticas.
Em  1845, Domingo Faustino Sarmiento, escritor e político que chegaria à Presidência da Nação Argentina, tinha publicado "Facundo", sobre o caudilho estadual Facundo Quiroga, a quem descreve agudamente e, ao mesmo tempo, pinta como símbolo e representação da barbárie, à qual Sarmiento opunha ao progresso e à civilização. Para a crítica, "Facundo" é também um livro inaugural da literatura argentina.
A literatura gauchesca começa com a publicação de  "Fausto", de  Estanislao do Campo, (1866), sátira em  verso na qual um gaúcho relata com sua própria linguagem uma representação do "Fausto" de Charles Gounod na ópera de Buenos Aires, o teatro Colón.
Em 1872, José Hernández publica - em duas partes - seu poema "O gaúcho Martín Fierro", considerado uma obra-prima da literatura universal, sendo elogiado como "o Don Quixote" dos argentinos e assinalado como compêndio da argentinidade. A obra narra as desventuras de um gaúcho recrutado à força para a guerra contra o índio. Sendo vítima de arbitrariedades, ele se torna desertor, e depois, por acidente, assassino e ladrão. Voltando à civilização - tema da segunda parte da obra - pronuncia uma série de  máximas a seus filhos e reflexões sobre as penúrias de seus compatriotas, os gaúchos, párias do pampa.

### Século XX
Normalizada a vida política depois das guerras internas, e com o governo em mãos de liberais, o país entra com grande pujança no novo século, e a literatura se faz cosmopolita. O poeta, narrador e ensaísta Leopoldo Lugones é a figura que representa esta ponte entre duas épocas. Influenciado pela poesia do nicaraguense Rubén Darío, Lugones escreveu poemas de elaborada retórica, contos e combativos ensaios. De seu anarquismo inicial derivou para o nacionalismo autoritário, apoiou o primeiro golpe de Estado no país (1930) e se suicidou numa pousada no delta do rio Paraná.
À poesia suntuosa de Lugones, segue a "sencillista", de poetas como Baldomero Fernández Moreno e Evaristo Carriego. Nos anos vinte, aparece a vanguarda. Sua folha de divulgação se chamaria, significativamente, "Martín Fierro", para alguns, um gesto esnobe, para outros, a expressão do matiz criolista que queria sublinhar o movimento inovador. Nesse jornal escreve Jorge Luis Borges, que com o tempo seria o mais conhecido fora das fronteiras do país, e outros poetas, como Raúl González Tuñón e Oliverio Girondo.
Simultaneamente, aparece um grupo de  poetas e narradores "sociais" influenciados pela literatura russa, entre os quais se destaca Roberto Arlt, cuja poderosa imaginação excede o modelo. Ricardo Güiraldes publica seu "Dom Segundo Sombra", novela rural, que à  diferença de "Martín Fierro", não reivindica socialmente ao gaúcho, senão que o evoca como personagem lendário, num tom elegíaco. Na província de Entre Ríos, à orla do rio Paraná, o poeta Juan Laurentino Ortiz inicia uma obra solitária, de intensa relação com a paisagem fluvial, mas também com seus humildes habitantes.
Na década dos anos quarenta, afirma-se a figura de Borges, ao mesmo tempo que é questionada por seu suposto "cosmopolitismo". Ernesto Sábato publica sua primeira novela, "O túnel", elogiada e premiada na  Europa. Publicam poetas como Olga Orozco e Enrique Molina, influenciados pelo surrealismo europeu; Alberto Girri, admirador da poesia anglo-saxã e Edgar Bayley, co-fundador do "concretismo", de  maior gravitação nas artes plásticas do que na literatura.
Julio Cortázar edita seus primeiros contos nos anos cinqüenta e se autoexila em Paris. Nessa década e na seguinte, a vanguarda poética se reagrupa na revista "Poesia Buenos Aires", dirigida por Raúl Gustavo Aguirre. O poeta Juan Gelman aparece como a figura mais destacada de uma poesia de tom coloquial, politicamente comprometida, que inclui a  Juana Bignozzi e Horacio Salgas. Destacam também, em  poesia, Joaquín Giannuzzi, Leónidas Lamborghini, Alejandra Pizarnik. Publicam narradores como Manuel Puig, Abelardo Castillo, Liliana Heker, Beatriz Guido, Bernardo Kordon, Juan José Manauta, Rodolfo Walsh, Leopoldo Marechal, Adolfo Bioy Casares, Ricardo Piglia de idéias estéticas muito diferentes, que percorrem uma gama de estilos que vai desde o social até o existencial e o fantástico..